# Darmstadtium
Darmstadtium (tidigare ununnilium) är ett grundämne i det periodiska systemet med det kemiska tecknet Ds och atomnummer 110. På grund av sin atommassa 281, är det en så kallad super-tung atom. Ds är ett syntetiskt (konstgjort) ämne och sönderfaller på tusendelar av en sekund. Eftersom ämnet finns i grupp 10 är det troligt att det är en fast metall.

## Historik
Darmstadtium skapades för första gången den 9 november 1994 på Gesellschaft für Schwerionenforschung (GSI) i Darmstadt i Tyskland. Man har aldrig kunnat se ämnet och bara några få atomer har framställts, genom fusion av isotoper av bly och nickel i en jonaccelerator. (Det är nickeljonerna som accelereras och bombarderas in i blyet.)
Vetenskapsmän är inte alltid allvarliga, så någon föreslog namnet policium för det nya grundämnet, eftersom 110 är telefonnumret till den tyska polisen. Men darmstadtium namngavs efter sin upptäcktsplats, Darmstadt. IUPAC fastslog namnet i augusti 2003.